# 平松慎吾
平松 慎吾（ひらまつ しんご、1934年6月15日 - 2022年1月23日）は、日本の男性俳優。本名は石井 政治
福岡県出身。福岡県立嘉穂高等学校卒業。

## 来歴・人物
劇団同人会、劇団葦、劇団東芸を経て、劇団NLTに所属。
2022年1月23日、誤嚥性肺炎で死去。87歳没。
妻は声優の信澤三惠子。

## 出演作品

### テレビドラマ
- ザ・ガードマン 第35話「姿なき眼」（1965年、TBS）
- 忍者部隊月光 第66話、第67話「アース・クェイク作戦 - 前篇、後篇 - 」（1965年、CX） - マキューラ三十五号
- ウルトラシリーズ（TBS）
  - ウルトラマン 第12話「ミイラの叫び」（1966年） - 警官
  - ウルトラマンタロウ 第12話「怪獣ひとり旅」（1973年） - 林田
  - ウルトラマンになりたかった男（1993年）
- 快獣ブースカ 第5話「ブースカの名ガイド」（1966年、NTV）
- マイティジャック 第13話「怪飛行船作戦」（1968年、CX） - Q司令官の側近
- 魔神バンダー（1969年、CX） - X1号
- 特別機動捜査隊 第458話「白い心の旅路」（1970年、NET）
- 仮面ライダーシリーズ（MBS）
  - 仮面ライダー 第55話「ゴキブリ男!! 恐怖の細菌アドバルーン」（1972年） - 黒木
  - 仮面ライダーアマゾン 第5話「地底からきた変なヤツ!!」（1974年） - 大島
  - 仮面ライダースーパー1 第9話「見たぞ!! ドグマ怪人製造工場の秘密」（1980年） - ドクターガイガン
- 人造人間キカイダー（1973年、NET）
  - 第26話「ミドリマンモス地球冷凍作戦!!」 - 園芸センター従業員
  - 第34話「子連れ怪物ブラックハリモグラ」 - ブラックハリモグラ人間態
- ファイヤーマン 第28話「アルゴン星から来た少年」（1973年、NTV） - 五平
- キカイダー01 第36話「四次元の怪 恐怖のタイム旅行」（1974年、NET） - 銭山平左
- イナズマン 第17話「謎の対決! ふたりの渡五郎!!」（1974年、NET） - キヨシの父
- 刑事くん 第3部（1974年、TBS）
  - 第40話「夕焼け小焼け」
  - 第53話「父と娘の旅」
- 夜明けの刑事 第28話「二人の女と結婚すれば…」（1975年、TBS）
- スーパー戦隊シリーズ（NET→ANB）
  - 秘密戦隊ゴレンジャー
    - 第7話「ピンクの月光! オオカミ部隊」（1975年） - 白石 ※平山慎吾と誤記
    - 第81話「黒い疑惑!! 殺人スパイの罠」（1977年） - 検察官

  - バトルフィーバーJ 第48話「大盗賊と泥棒少年」（1979年、ANB） - 灯油屋(大盗賊怪人の人間態)
- 名もなく貧しく美しく（1976年）
- お耳役秘帳 第14話「引き裂かれた肌」（1976年、KTV / 歌舞伎座テレビ） - 五郎蔵
- 岸辺のアルバム 第15話（1977年） - 中年の警官
- 太陽にほえろ!（1977年、NTV / 東宝）
  - 第237話「あやまち」 - 及川
  - 第262話「誇り高き刑事」 - 北署刑事
  - 第275話「迷路」 - 川原
- Gメン'75（TBS / 東映）
  - 第162話「女子大生と警官の異常な関係」（1978年） - 監察官
  - 第196話「東京発ひかり157号のトリック」（1979年） - 刑事
  - 第204話「ミスター・ブー殺人事件」（1979年） - 鑑識課員
  - 第284話「金髪女性バスルーム殺人事件」（1980年） - 捜査員
  - 第295話「午前6時の通り魔」（1981年） - 城西署捜査主任
  - 第299話「青い目の人形バラバラ殺人事件」（1981年） - 所轄署捜査主任
  - 第306話「サヨナラGメン若き獅子たち!」（1981年） - 城西署刑事課長
- 新五捕物帳 第25話「闇の顔をあばけ」（1978年） - 馬道の清五郎
- 大江戸捜査網 第338話「追跡! 哀愁の子守唄」（1978年、12ch / 三船プロ）
- 愛の劇場 / 白衣の姉妹（1978年）
- 大追跡 第8話「必死の追走」（1978年）
- 西遊記 第17話「幻妖術師 青竜将軍」（1979年）
- 大空港 （1979年）
  - 第25話「世にも汚い犯罪者たち 武器密造団壊滅指令」 - 花田（社長秘書）
  - 第61話「兇悪密輸組織撃滅作戦」 - 山神
- そば屋梅吉捕物帳 第24話「女狐獄門旅」（1980年、12ch / 国際放映） - 与作
- 大走査線シリーズ追跡　34話「この子はだァれ?」（1980年、CX/ユニオン企画）-西崎一郎
- 旅がらす事件帖（1981年）
- 闇を斬れ（1981年、KTV / 松竹）
  - 第10話「三つの命を持つ男」 - 文造
  - 第25話「暗殺・血染めの死闘」 - 鬼沢将監
- メタルヒーローシリーズ（ANB）
  - 宇宙刑事ギャバン 第15話「幻? 影? 魔空都市」（1982年） - シャモダブラー人間態
  - 機動刑事ジバン 第7話「恐怖のハクションおじさん!」（1989年） - カゼノイド人間態
- ザ・サスペンス（TBS）
  - 川崎探偵団（1983年）
  - 陰の告発者（1984年）
- 土曜ワイド劇場（ANB）
  - 燃えた花嫁（1983年）
  - 円周率πの殺人（1989年）
  - 小樽ガラスの街殺人事件 運河に女の死体が…（1992年）
  - 法医 歯科学の女 第2作「網走オホーツク海…流氷が運んだ白骨死体の謎!」（1997年） - 石原社長
- 大河ドラマ（NHK）
  - 山河燃ゆ（1984年） - 技師
  - 独眼竜政宗（1987年） - 氏家守棟
  - 八代将軍吉宗（1995年） - 石河政朝
  - 葵 徳川三代（2000年） - 織田有楽斎
  - 武蔵 MUSASHI（2003年） - 金地院崇伝
- 兄弟拳バイクロッサー 第33話「デスターの最後!?」、第34話「無敵の必殺拳!!」（1985年、NTV） - ブライゾンガー人間態
- 水曜ドラマスペシャル / 奇妙な同居人（1986年、TBS）
- 火曜サスペンス劇場（NTV）
  - 女弁護士・高林鮎子 第1作「寝台特急あさかぜ4号殺人風景」（1986年、東映） - 犬飼警部補
  - 小京都ミステリー
    - 第3作「津和野・萩殺人事件」（1991年）
    - 第14作「山陰但馬殺人事件」（1995年）

  - 刑事・鬼貫八郎 第1作「死びとの座」（1993年）
  - 犯罪心理分析官 第3作（1997年）
- ドラマスペシャル / 円空（1988年、NHK）
- 月曜・女のサスペンス / 黒髪・大島軸殺人事件（1988年、TX）
- 土曜ドラマスペシャル / 娘と私のアホ旅行（1989年、TBS）
- 月曜ドラマスペシャル（TBS）
  - 清里高原神隠し（1991年）
  - 黒い履歴書（1993年）
- はぐれ刑事純情派 第5シリーズ 第23話「盗まれた遺書・自分をなおせなかった男」（1992年、ANB） - 尾崎源一
- エトロフ遥かなり（1993年、NHK） - 函館駅長 役
- 戦国武士の有給休暇（1994年、NHK）
- 病院のチカラ〜星空ホスピタル〜 第1話「星降る町へ」（2007年、NHK）

### 映画
- 動脈列島（1975年、東京映画） - 呑み屋の客
- 刑事物語 （1982年、東宝） - 補導係

### 舞台
劇団NLT
- 三越劇場8月公演「姑は推理作家」（2011年8月13日-22日、三越劇場）

### テレビアニメ
- まんがはじめて物語
- キノの旅 -the Beautiful World-（2003年、老人〈スミス〉）

### ゲーム
- オーディンスフィア（2007年、ウルズール、バレンタイン王）